# Fancheng

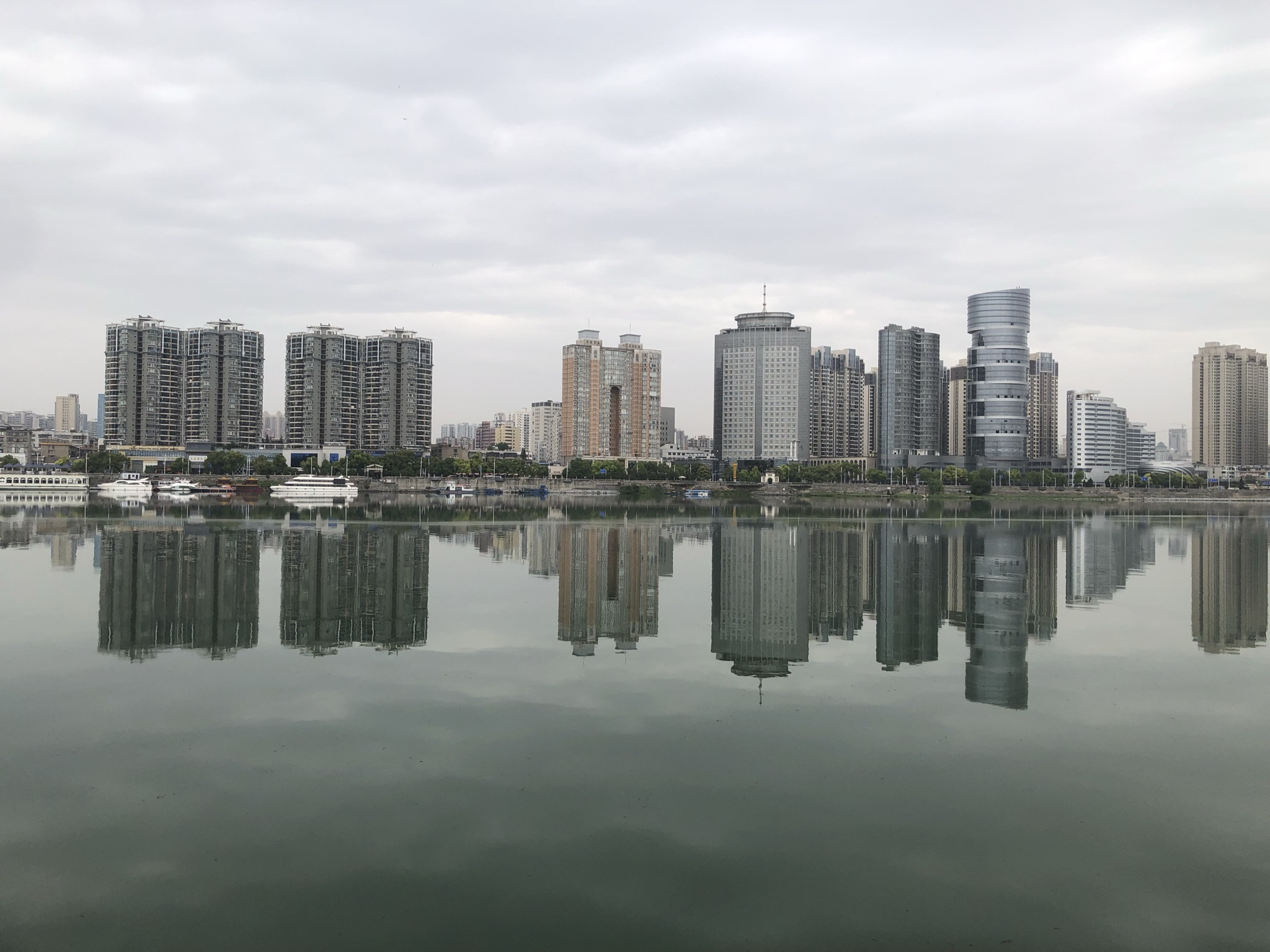
Silhuett av Xiangyang med Han-floden i förgrunden

Fancheng är ett stadsdistrikt i Xiangyang i Hubei-provinsen i centrala Kina.